# Троєкурівський цвинтар
Троєку́рівський цви́нтар (рос. Троекуровское кладбище) — один з найвідоміших та почесних некрополів Москви. Є філією Новодівочого цвинтаря. Розташований на заході Москви у колишньому селі Троєкурово (в кінці XVII — початку XVIII століття — володіння бояр Троєкурових).
Неподалік від цвинтаря зберігся храм Миколи Чудотворця в Троєкурові, збудований у 1704 році, який за радянських часів був закритий, у 1991 році його повернули віруючим.
Адреса: м. Москва, Рябинова вул., 24. Площа цвинтаря 16 га. Міська влада запланувала збільшення площі цвинтаря ще на 12 гектарів.

## На цвинтарі поховані

### Учені
- Абалкін Леонід Іванович — економіст
- Аносов Дмитро Вікторович — математик
- Сєдов Валентин Васильович — археолог
- Феоктистов Костянтин Петрович, конструктор і космонавт

### Державні діячі
- Крючков Володимир Олександрович — голова КДБ СРСР
- Нємцов Борис Юхимович — лідер російської опозиції
- Пуго Борис Карлович — міністр внутрішніх справ СРСР
- Семичасний Володимир Юхимович — голова КДБ СРСР
- Чебриков Віктор Михайлович — голова КДБ СРСР
- Чуркін Віталій Іванович — дипломат
- Янаєв Геннадій Іванович — віце-президент СРСР

### Письменники
- Бакланов Григорій Якович, письменник
- Бєляєв Володимир Павлович, письменник
- Велтистов Євген Серафимович, письменник
- Гроссман Василь Семенович, письменник
- Марков Георгій Мокійович, голова правління Спілки письменників СРСР
- Успенський Едуард Миколайович, дитячий письменник

### Актори
- Веснік Євген Якович, актор
- Галкін Владислав Борисович, російський актор
- Голуб Марина Григорівна, акторка
- Ґоміашвілі Арчіл, актор кіно
- Гундарєва Наталія Георгіївна, акторка
- Гусєв Володимир Михайлович, актор
- Дедюшко Олександр Вікторович
- Єпіфанцев Георгій Семенович, актор
- Жариков Євген Ілліч, актор кіно
- Ларіонова Алла Дмитрівна, акторка
- Панін Андрій Володимирович, актор кіно
- Поліщук Любов Григорівна, акторка
- Пузирьов Юрій Миколайович, актор
- Рибников Микола Миколайович, актор кіно
- Караченцов Микола Петрович, актор кіно, театральний діяч

### Спортсмени
- Гойхман Борис Абрамович, ватерполіст, олімпійський медаліст
- Болотников Петро Григорович, бігун, олімпійський чемпіон
- Черенков Федір Федорович, футболіст
- Чудіна Олександра Георгіївна, атлетка, олімпійська призерка

### Інші
- Андріанов Василь Іванович, льотчик-штурмовик, двічі Герой Радянського Союзу
- Анненський Ісидор Маркович, сценарист
- Варенников Валентин Іванович, генерал армії, Герой Радянського Союзу
- Вартанян Геворк Андрійович, Герой Радянського Союзу
- Голембіовський Ігор Несторович, журналіст, головний редактор газети «Известия»
- Гречко Георгій Михайлович, космонавт
- Дударова Вероніка Борисівна, диригент
- Сталін Василь Йосипович, син Йосипа Сталіна
- Кизим Леонід Денисович, космонавт
- Козак Роман Юхимович, режисер
- Кривда Федот Пилипович — генерал армії;
- Петров Микола Арнольдович, піаніст
- Попович Павло Романович, космонавт
- Просвірнін Єгор Олександрович, побліцист, журналіст і пропагандист.
- Сабуров Євген Федорович, російський поет, віце-прем'єр-міністр Криму
- Сорокіна Ніна Іванівна, артистка балету
- Холодов Дмитро, журналіст
- Шатров Михайло Пилипович, драматург